# 1490
- Wikisource

1490 (MCDXC, na numeração romana) foi um ano comum do século XV do calendário juliano, da Era de Cristo, a sua letra dominical foi C (52 semanas), teve início a uma sexta-feira e terminou uma sexta-feira.
| Ano completo                       |
| ---------------------------------- |
| Ano comum com início à sexta-feira |

## Eventos
- É criada a Câmara Municipal de Velas, Açores. No entanto esta localidade só foi elevada a vila em 1500 por carta de D. Manuel.[1][2]
- É fundado por Iúçufe Adil Xá (Hidalcão) o Sultanato de Bijapur, por secessão do Sultanato de Bamani. O seu território incluía e rodeava Goa, que seria conquistada por Afonso de Albuquerque em 1510.
- Início do primeiro mandato de Ashikaga Yoshitane como xogum do Japão.
- Joanot Martorell publica em Valência o seu romance épico Tirante o Branco, considerado o primeiro romance moderno.

## Nascimentos
- 17 de fevereiro — Carlos III de Bourbon, condestável de Francisco I de França até se ter tornafo seu inimigo durante a guerra italiana de 1521–1526  (m. 1527).
- 22 de março — Francisco Maria I Della Rovere, condotiero que se tornou duque de Sora em 1501 e duque de Urbino em 1508  (m. 1538).
- 10 de maio — Johannes Fevynus, humanista, jurista, sacerdote e erudito flamengo  (m. 1555).
- 17 de maio — Alberto, Duque da Prússia, grão-mestre da Ordem Teutónica de 1510 a 1525 quando se converteu ao luteranismo  (m. 1568).
- 28 de junho — Alberto de Brandemburgo, arcebispo de Mogúncia (1514-1545) e de Magdeburgo (1513-1545), príncipe-eleitor do Sacro Império Romano-Germânico e administrador apostólico da diocese de Halberstadt  (m. 1545).
- 25 de julho — Amália do Palatinado, condessa palatina de Simmern e duquesa consorte da Pomerânia como primeira esposa de Jorge I  (m. 1524).
- Agostino Veneziano — gravador veneziano  (m. 1568).
- António da Silveira, capitão de Arzila, comendador de Arguim (Ordem de Cristo) e copeiro-mor de D. Manuel  (m. 1531).

## Mortes
- 12 de maio — Santa Joana, princesa de Portugal  (n. 1452).
- Wijerd Jelckama — comandante frísio que combateu os invasores holandeses e saxões  (m. 1523).